# Kumite

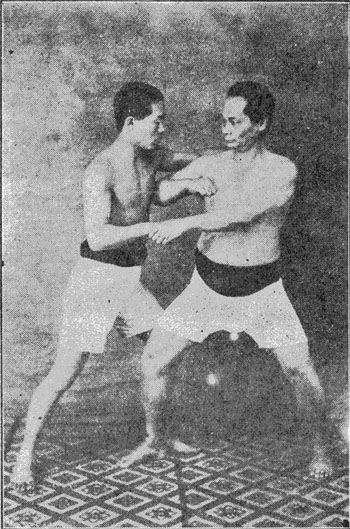
Kumite

Kumite (組手) (dosł. „spotkanie dłoni”) – walka w karate nosi nazwę kumite i jest najtrudniejszym rodzajem treningu.
Ćwiczący sztuki walki zostaje powoli, systematycznie dopuszczony do walki, dopiero po gruntownym przygotowaniu psychofizycznym. Adept musi najpierw poznać różne kombinacje kopnięć, uderzeń, bloków, ogólnych zasad skutecznej obrony i ataku. Można wyróżnić kilka rodzajów kumite:
- kihon-ippon-kumite – atakujący (zwany tori) przeprowadza jeden uzgodniony atak z krokiem w przód, a broniący się (tzw. uke) wykonuje pojedynczy blok i uzgodnioną kontrę
- sanbon-kumite – tori przeprowadza trzy kolejne uzgodnione ataki do przodu, uke wykonuje trzy bloki (cofając się), a następnie uzgodnioną kontrę
- gohon-kumite – tori przeprowadza pięć kolejnych ataków do przodu, uke pięć bloków i kontrę
- okuri-ippon-kumite – tori atakuje na dwa sposoby, bądź po bloku i kontrze ze strony uke, tori nie odpuszcza i atakuje ponownie
- jiyu kumite – tori atakuje w dowolny sposób, uke broni się także dowolnie, ataki i obrony są ponawiane i przeprowadzane do skutku (lub przez określony czas, np. 1 minutę).

Jedynie jiyu kumite oznacza klasyczny sparring.
Zachodzą znaczące różnice w zależności od poszczególnych stylów. Na przykład w shōtōkan dopuszcza się atak na głowę i szyję zakładając, że uderzenia nie powinny dochodzić do ciała przeciwnika, ale muszą być dokładnie zatrzymane przed celem. Natomiast w części stylów pełnokontaktowych ubiera się walczących w hełmy z tworzywa sztucznego, rękawice i protektory, dopuszczając atak na głowę i korpus ręką i nogą z pełnym kontaktem.
W innych (np. kyokushin) preferowany jest jeszcze twardszy styl walki. Walczy się bez ochraniaczy na korpus i głowę, wyłączając z ataku twarz (jednak można stosować kopnięcia okrężne w głowę), szyję, stawy, kręgosłup, genitalia. W gōsoku-ryū dopuszczalne są ataki na wszystkie strefy ciała (wyjąwszy krocze), dopuszczalne są podcięcia, walczy się w napięstnikach, ochraniaczach zębów i suspensoriach, ale ciosy na głowę muszą być kontrolowane.
Liczne różnice w zasadach kumite pomiędzy stylami i federacjami są główną przeszkodą w zaistnieniu karate na igrzyskach olimpijskich. Dobre zrozumienie i opanowanie technik kihon oraz kata są niezbędne przed przystąpieniem do kumite.
W kumite karate opiera się głównie na założeniu Todome-waza, czyli mówiąc krótko techniki kończącej. Chodzi o to, aby tak wykonać własną technikę, aby przeciwnik po jej wykonaniu nie był w stanie dalej walczyć, niezależnie od tego czy to będzie cios, kopnięcie czy blok. Można tego dokonać poprzez zastosowanie odpowiednich taktyk walki bądź sposobów wprowadzania przeciwnika w stan zwany kyo. Służą do tego odpowiednie strategie walki:
- Kake-waza (ataki bezpośrednie)
- Oji-waza (odpowiedzi na akcję przeciwnika)
- Shikake-waza (strategie właściwe, łamanie balansu, kombinatoryka, prowokacje)

Oprócz tego ważnymi elementami w kumite są dystans (Ma-ai), Timing oraz Kime.